# Jessica Lowndes
Jessica Suzanne Lowndes (Vancouver, 8 novembre 1988) è un'attrice e cantautrice canadese.
È nota per il ruolo di Adrianna Tate-Duncan nella serie televisiva 90210, spin-off di Beverly Hills 90210.

## Biografia
Dopo aver studiato presso la Pacific Academy di Surrey, Jessica Lowndes viene notata dal produttore della serie Masters of Horror, che la vuole in un episodio della serie. Fra il 2005 ed il 2008 partecipa in svariate produzioni televisive e cinematografiche come Kyle XY e Greek - La confraternita, finché nel 2008 non le viene assegnato il ruolo della protagonista nel film horror cinematografico Autopsy diretto da Adam Gierasch.
In seguito l'attrice è stata scelta per interpretare il personaggio di Adrianna Tate-Duncan nella serie televisiva 90210. Il personaggio di Adrianna era stato originariamente concepito come guest star di un paio di episodi, ma il successo ottenuto ha convinto i produttori a renderlo un personaggio fisso del cast della serie.
La Lowndes è anche una aspirante cantante e compositrice. Una canzone da lei scritta, Goodbye, è stata utilizzata nella colonna sonora di un episodio della serie Moonlight.
Ha duettato con Ironik e partecipato alla realizzazione del video della loro canzone Falling In Love.
L'11 settembre 2014 Jessica Lowndes ha pubblicato il suo nuovo singolo "Silicone In Stereo".

## Filmografia

### Cinema
- Autopsy, regia di Adam Gierasch (2008)
- The Haunting of Molly Hartley, regia di Mickey Liddell (2008)
- Altitude, regia di Kaare Andrews (2010)
- I Wish I Was Gay, regia di Frank E. Flowers (2011) - cortometraggio
- The Devil's Carnival, regia di Darren Lynn Bousman (2012)
- Nothing Like This, regia di Tao Ruspoli (2012) - cortometraggio
- Garden of Eden, regia di Max Joseph (2012) - cortometraggio
- Larry Gaye: Renegade Male Flight Attendant, regia di Sam Friedlander (2014)
- The Prince - Tempo di uccidere (The Prince), regia di Brian A Miller (2014)
- Eden, regia di Shyam Madiraju (2015)
- I colori dell'amore, regia di Bradley Walsh (2021)

### Televisione
- Saving Milly, regia di Dan Curtis (2005) - film TV
- Masters of Horror - serie TV, episodio 1x03 (2005)
- Alice, I Think - serie TV, episodi 1x07-1x08 (2006)
- Kyle XY - serie TV, episodio 1x08 (2006)
- To Have and to Hold, regia di Terry Ingram (2006) - film TV
- Pretty/Handsome - episodio pilota scartato (2008)
- Greek - La confraternita (Greek) - serie TV, 6 episodi (2008)
- Chinese Guys - serie TV, episodio 1x03 (2008)
- 90210 - serie TV, 114 episodi (2008-2013)
- A Mother's Nightmare, regia di Vic Sarin (2012) - film TV
- Young & Hungry - Cuori in cucina - serie TV, episodio 1x03 (2014)
- Hawaii Five-0 - serie TV, episodio 5x17 (2015)
- Motive - serie TV, episodio 3x01 (2015)
- A Deadly Adoption, regia di Rachel Goldenberg (2015) - film TV
- Un matrimonio per Natale (Merry Matrimony), regia di John Bradshaw (2015) - film TV
- Due matrimoni e un Natale (A December Bride), regia di Christie Will (2016) - film TV
- La magia del Natale (Magical Christmas Ornaments), regia di Don McBrearty (2017) - film TV
- Sì, lo voglio (Yes, I Do), regia di Christie Will Wolf - film TV (2018)
- A Father's Nightmare, regia di Vic Sarin – film TV (2018)
- Natale a Pemberley Manor (Christmas at Pemberley Manor), regia di Colin Theys – film TV (2018)
- Too Close for Christmas, regia di Ernie Barbarash - film TV (2020)
- Gemelli, cucina e amore (Mix Up in the Mediterranean), regia di Jonathan Wright - film TV (2021)
- Amore sulle ali del vento (Kite Festival of Love), regia di Christie Will Wolf - film TV (2021)
- Il Natale di Angel Falls (Angel Falls Christmas), regia di Jerry Ciccoritti - film TV (2021)
- Harmony From The Heart, regia di Michael Robison - film TV (2022)
- Il Musical di Natale (I'm Glad It's Christmas), regia di Ernie Barbarash - film TV (2022)
- An Autumn Gathering/A Harvest Homecoming, regia di Don McCutcheon - film TV (2023)
- Deadly Midwife, regia di Monika Mitchel - film TV (2023)

## Doppiatrici italiane
Nelle versioni in italiano dei suoi lavori, l'attrice è stata doppiata da:
- Valentina Mari in 90210, Motive, Major Crimes, I colori dell'amore, Gemelli, cucina e amore
- Gaia Bolognesi in The Prince - Tempo di uccidere, Due matrimoni e un Natale
- Monica Vulcano in Greek - La confraternita
- Francesca Rinaldi in Masters of Horror
- Ludovica De Caro in A mother's nightmare
- Barbara Pitotti in Hawaii Five-0
- Giò Giò Rapattoni in La magia del Natale
- Chiara Francese in Natale a Pemberley Manor
- Anna Maria Laviola ne Il musical di natale